# Bakılı Baku PFK
Der Bakılı Baku PFK ist ein aserbaidschanischer Fußballverein. In der Saison 2008/09 spielt er in der Premyer Liqası. Der Klub wurde von Misir Səttar oğlu Əbilov im Jahr 1995 gegründet und bestand zunächst aus Amateur-Fußballern. Der Verein hieß bis 1997 Araz Baku PFK. Seit 1998 heißt er Bakılı Baku PFK.